# Finders Keepers (videogioco)
Finders Keepers, modo di dire inglese traducibile come "chi trova tiene", è un videogioco di avventura dinamica pubblicato da Mastertronic nel 1985 per Amstrad CPC, Commodore 64 e ZX Spectrum e nel 1986 per Commodore 16 e MSX, direttamente in edizione economica. Entersoft pubblicò anche una versione per Enterprise, con il titolo King of the Castle.

## Trama
Il re di Isbisima, in occasione del compleanno della principessa sua figlia, assegna al cavaliere Magic Knight il compito di procurare un magnifico regalo. Il giocatore nei panni del cavaliere deve esplorare il pericoloso castello di Spriteland per trovare l'oggetto adatto e riportarlo al re. Come premio se riesce nell'impresa, il cavaliere potrà sedere alla Tavola Poligonale (parodia della Tavola Rotonda). Oppure, per completare il gioco il cavaliere può anche trovare un'uscita alternativa dal castello e fuggire portandosi via più ricchezze possibile.

## Modalità di gioco
L'ambiente di gioco è bidimensionale e composto da un insieme di stanze a piattaforme, adiacenti in orizzontale o verticale, ciascuna a schermata fissa con visuale di profilo. Anche se vestito in armatura, il cavaliere è disarmato e può solo camminare orizzontalmente e saltare, con un'insolita traiettoria di salto che inizialmente è parabolica e poi scende giù in verticale.
Sono presenti anche due aree del castello dove la visuale diventa dall'alto (isometrica solo su Commodore 64) e il cavaliere si avventura camminando in orizzontale e verticale attraverso un labirinto a scorrimento muiltidirezionale.
Ovunque si incontrano creature mobili e trappole che al contatto riducono gradualmente l'energia del cavaliere, fino alla perdita di una delle vite.
Si possono inoltre trovare numerosi oggetti, tutti rappresentati come piccoli triangoli, identificabili solo quando il cavaliere li raggiunge. Fino a 5 oggetti alla volta possono essere raccolti e inseriti in un inventario.
Gli oggetti possono avere una funzione specifica o essere venduti ai mercanti che si trovano in vari punti del castello, in cambio di denaro. Il cavaliere può accumulare il denaro per acquistare altri oggetti dai mercanti; due indicatori numerici mostrano il contante attualmente posseduto e il controvalore totale degli oggetti attualmente posseduti.
Alcuni oggetti si combinano insieme per generare qualcos'altro, ad esempio una pietra filosofale può trasformare un lingotto di piombo in un lingotto d'oro.

## Serie
Finders Keepers è il primo titolo con protagonista il personaggio di Magic Knight ("cavaliere magico"), che ricompare in una serie di altri tre giochi della Mastertronic: Spellbound (1985), Knight Tyme (1986) e Stormbringer (1987).
Gli altri titoli tendono più verso il genere dell'avventura e vennero pubblicati con l'etichetta MAD (Mastertronic Added Dimension), a fascia di prezzo leggermente più alta.